# 16e cérémonie des Chlotrudis Awards
La 16e cérémonie des Chlotrudis Awards, décernés par la Chlotrudis Society for Independent Film, a eu lieu le 21 mars 2010 et a récompensé les meilleurs films indépendants de l'année précédente.

## Palmarès

### Meilleur film
- Démineurs (The Hurt Locker) – Réal. : Kathryn Bigelow
  - 35 rhums – Réal. : Claire Denis
  - Bad Lieutenant : Escale à La Nouvelle-Orléans (The Bad Lieutenant: Port of Call New Orleans) – Réal. : Werner Herzog
  - Still Walking (歩いても 歩いても) – Réal. : Hirokazu Kore-eda
  - Le Ruban blanc (Das weiße Band) – Réal. : Michael Haneke

### Meilleur réalisateur
- Hirokazu Kore-eda pour Still Walking (歩いても 歩いても)
  - Claire Denis pour 35 rhums
  - Michael Haneke pour Le Ruban blanc (Das weiße Band)
  - Werner Herzog pour Bad Lieutenant : Escale à La Nouvelle-Orléans (The Bad Lieutenant: Port of Call New Orleans)
  - Götz Spielmann pour Revanche

### Meilleur acteur
- Colin Firth pour le rôle de George Falconer dans A Single Man
  - Nicolas Cage pour le rôle de Terence McDonagh dans Bad Lieutenant : Escale à La Nouvelle-Orléans (The Bad Lieutenant: Port of Call New Orleans)
  - Baard Owe pour le rôle d'Odd Horten dans La Nouvelle vie de Monsieur Horten (O' Horten)
  - Jeremy Renner pour le rôle du sergent William James dans Démineurs (The Hurt Locker)
  - Sam Rockwell pour le rôle de Sam Bell dans Moon

### Meilleure actrice
- Gabourey Sidibe pour le rôle de Claireece 'Precious' Jones dans Precious (Precious: Based on the Novel "Push" by Sapphire)
  - Abbie Cornish pour le rôle de Fanny Brawne dans Bright Star
  - Nisreen Faour pour le rôle de Muna Farah dans Amerrika (Amreeka)
  - Charlotte Gainsbourg pour le rôle d'Elle dans Antichrist
  - Yolande Moreau pour le rôle de Séraphine de Senlis dans Séraphine
  - Carey Mulligan pour le rôle de Jenny Mellor dans Une éducation (An Education)
  - Catalina Saavedra pour le rôle de Raquel dans La Nana

### Meilleur acteur dans un second rôle
- Peter Capaldi pour le rôle de Malcolm Tucker dans In the Loop
  - Anthony Mackie pour le rôle du sergent J.T. Sanborn dans Démineurs (The Hurt Locker)
  - Christian McKay pour le rôle d'Odd Horten dans Me and Orson Welles
  - Mads Mikkelsen pour le rôle de Citron / Jørgen Haagen Schmith dans Les Soldats de l'ombre (Flammen & Citronen)
  - Alfred Molina pour le rôle de Jack Mellor dans Une éducation (An Education)

### Meilleure actrice dans un second rôle
- Mo'Nique pour le rôle de Mary Lee Johnston dans Precious (Precious: Based on the Novel "Push" by Sapphire)
  - Alycia Delmore pour le rôle d'Anna dans Humpday
  - Rinko Kikuchi pour le rôle de Bang Bang dans Une arnaque presque parfaite (The Brothers Bloom)
  - Julianne Moore pour le rôle de Charley dans A Single Man
  - Ursula Strauss pour le rôle de Susanne dans Revanche

### Meilleure distribution
- In the Loop
  - 35 rhums
  - Still Walking (歩いても 歩いても)
  - L'Heure d'été
  - Le Ruban blanc (Das weiße Band)

### Meilleur scénario original
- In the Loop – Jesse Armstrong, Simon Blackwell, Armando Iannucci et Tony Roche
  - (500) jours ensemble ((500) Days of Summer) – Scott Neustadter et Michael H. Weber
  - Bad Lieutenant : Escale à La Nouvelle-Orléans (The Bad Lieutenant: Port of Call New Orleans) – William Finkelstein
  - Démineurs (The Hurt Locker) – Mark Boal
  - Still Walking (歩いても 歩いても) – Hirokazu Kore-eda

### Meilleur scénario adapté
- Precious (Precious: Based on the Novel Push by Sapphire) – Geoffrey Fletcher
  - Entre les murs – François Bégaudeau, Robin Campillo et Laurent Cantet
  - Une éducation (An Education) – Nick Hornby
  - Gomorra – Matteo Garrone, Roberto Saviano, Maurizio Braucci, Ugo Chiti, Gianni Di Gregorio et Massimo Gaudioso
  - Pontypool – Tony Burgess
  - A Single Man – Tom Ford et David Scearce

### Meilleurs décors
- A Single Man
  - Les Plages d'Agnès
  - Me and Orson Welles
  - Moon
  - Sita chante le blues (Sita Sings the Blues)

### Meilleure photographie
- Le Ruban blanc (Das weiße Band) – Christian Berger
  - 35 rhums – Agnès Godard
  - Antichrist – Anthony Dod Mantle
  - La Nouvelle vie de Monsieur Horten (O' Horten) – John Christian Rosenlund
  - Lumière silencieuse (Stellet Lijcht) – Alexis Zabe

### Buried Treasure
- Bronson
  - Cherry Blossoms (Kirschblüten – Hanami)
  - The New Year Parade
  - Of Time and the City
  - Somers Town

### Meilleur film documentaire
(ex æquo)
- Les Plages d'Agnès
- Herb and Dorothy
  - La Danse : Le Ballet de l'Opéra de Paris
  - Good Hair
  - Theater of War
  - Unmistaken Child

### Career So Far Award
- Beth Grant

### Cat's Meow
- Scot Colford